# Канчіранкуда (Грама Ніладхарі)
Грама Ніладхарі Канчіранкуда (№ TK/10D/1) — Грама Ніладхарі підрозділу ОС Тірукковіл, округ Ампара, Східна провінція, Шрі-Ланка.

## Демографія
| Населення (2007) | Населення (2007) | Населення (2007) | Населення (2007) | Населення (2007) |
| Населення        | Чоловіки         | Жінки            | Діти             | Дорослі          |
| ---------------- | ---------------- | ---------------- | ---------------- | ---------------- |
| 155              | 90               | 65               | 80               | 75               |